# Championnats du monde de pelote basque 1962
Navigation
Biarritz/Bayonne/Hossegor 1958 Montevideo 1966
Les championnats du monde de pelote basque 1962, 4ème édition des championnats du monde de pelote basque, ont lieu du 20 au 30 septembre 1962 à Pampelune en Espagne. 
Organisés par la Fédération internationale de pelote basque, ils réunissent 7 nations qui se disputent 13 titres mondiaux. 

L'Argentine domine cette quatrième édition.

## Déroulement

### Organisation
Le Chili, initialement désigné pour organiser ces mondiaux, lors de l'assemblée générale de la FIPV en 1958, y renonce en 1961 faute d'avoir pu construire les infrastructures nécessaires à leur tenue.
Le brésil, le Méxique, l'Espagne et l'Uruguay se portent alors candidats et c'est finalement l'Espagne qui est retenue.

### Nations participantes
Sept nations prennent part à ce quatrième championnat du monde: 
| - Argentine - Espagne - France - Maroc | - Mexique - Philippines - Uruguay |

Le Vénézuela et la Bolivie qui avaient fait part de leur intention de participer ne sont finalement pas présents.

### Lieux de compétition

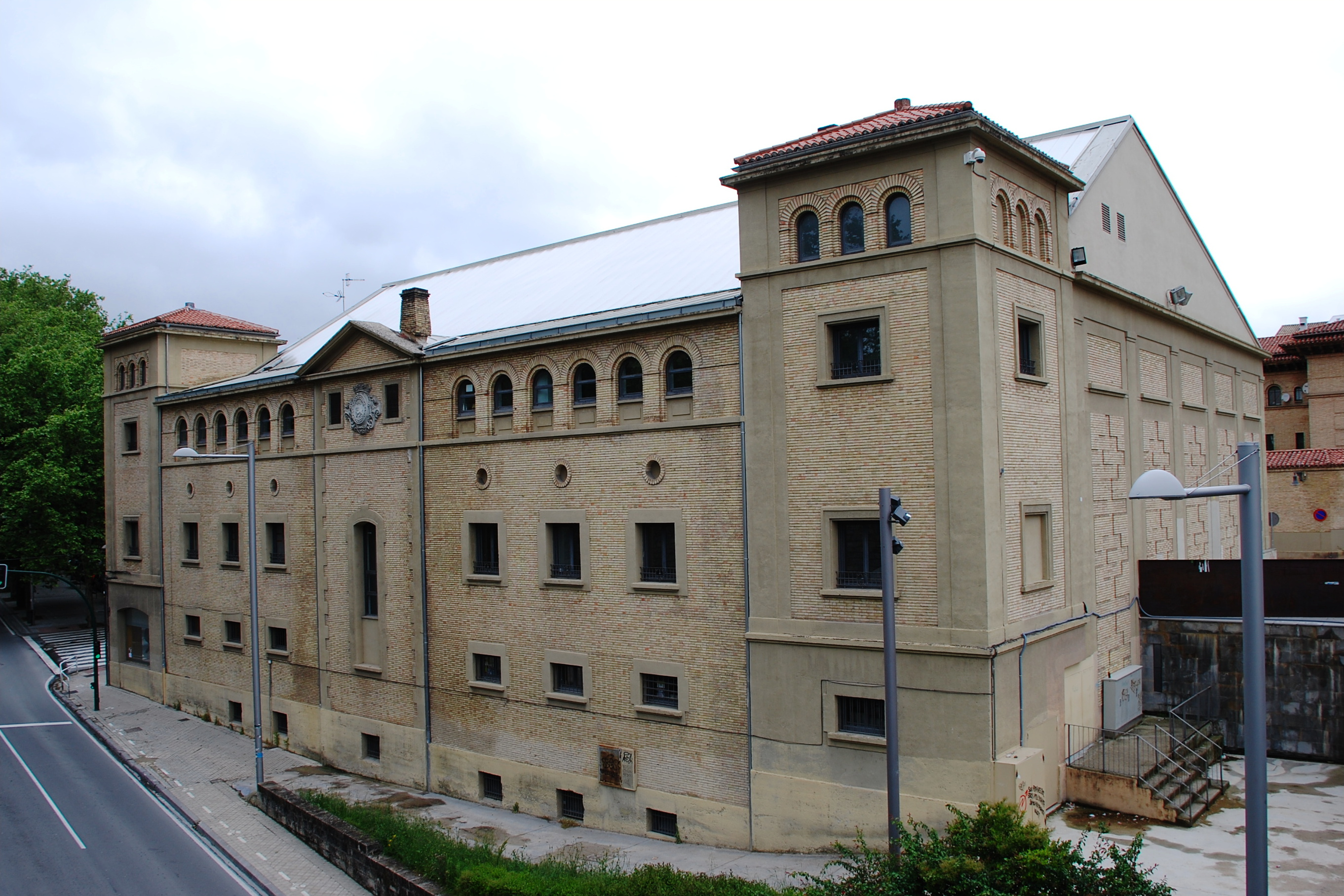
Fronton Labrit

Trois lieux accueillent les compétitions: 
- Fronton Labrit: pour toutes les spécialités hors cesta punta
- Fronton Euskal Jai Berri, situé à Huarte à 6 km de Pampelune: pour la spécialité de cesta punta
- Trinquet du tennis-club de Pampelune: pour les compétitions de trinquet

### Épreuves et inscriptions
| Spécialités          | Spécialités                    | Nations inscrites      | Nations inscrites    | Nations inscrites    | Nations inscrites | Nations inscrites  | Nations inscrites       | Nations inscrites    |
| Spécialités          | Spécialités                    | Drapeau de l'Argentine | Drapeau de l'Espagne | Drapeau de la France | Drapeau du Maroc  | Drapeau du Mexique | Drapeau des Philippines | Drapeau de l'Uruguay |
| -------------------- | ------------------------------ | ---------------------- | -------------------- | -------------------- | ----------------- | ------------------ | ----------------------- | -------------------- |
| Trinquet             | Pelote à main nue (individuel) |                        | ●                    | ●                    |                   |                    |                         | ●                    |
| Trinquet             | Pelote à main nue (par équipe) |                        | ●                    | ●                    |                   |                    |                         | ●                    |
| Trinquet             | Paleta, pelote de cuir         | ●                      | ●                    | ●                    | ●                 | ●                  |                         | ●                    |
| Trinquet             | Paleta, pelote de gomme        | ●                      |                      | ●                    | ●                 | ●                  |                         | ●                    |
| Trinquet             | Xare                           | ●                      |                      | ●                    |                   |                    |                         | ●                    |
| Fronton de 30 mètres | Paleta, pelote de gomme        | ●                      |                      | ●                    |                   | ●                  | ●                       | ●                    |
| Fronton de 30 mètres | Frontenis, pelote de gomme     | ●                      |                      |                      |                   | ●                  | ●                       |                      |
| Fronton de 36 mètres | Pelote à main nue (individuel) |                        | ●                    | ●                    |                   | ●                  |                         | ●                    |
| Fronton de 36 mètres | Pelote à main nue (par équipe) |                        | ●                    | ●                    |                   | ●                  |                         | ●                    |
| Fronton de 36 mètres | Paleta, pelote de cuir         | ●                      | ●                    | ●                    |                   |                    | ●                       | ●                    |
| Fronton de 36 mètres | Grosse pala (Pala corta)       | ●                      | ●                    | ●                    |                   | ●                  |                         |                      |
| Fronton de 36 mètres | Frontenis, pelote de cuir      |                        | ●                    |                      |                   | ●                  | ●                       |                      |
| Fronton de 54 mètres | Cesta punta                    |                        | ●                    | ●                    |                   | ●                  | ●                       |                      |

## Palmarès
| Épreuves                       | Or                                                                    | Argent                                       | Bronze |
| ------------------------------ | --------------------------------------------------------------------- | -------------------------------------------- | ------ |
| Trinquet                       |                                                                       |                                              |        |
| Pelote à main nue (individuel) | France- Jean-Baptiste Garat                                           | Espagne- Balda                               |        |
| Pelote à main nue (par équipe) | France- Jean Ihidope - Jean-Pierre Espel - Jean Laco - Rémy Hirigoyen | Espagne- Tranche I - Juan Bautista Echeveste |        |
| Paleta, pelote de cuir         | Argentine- Aarón Sehter - Juan Labat                                  | France- Pierre Bareits - Jean Clairacq       |        |
| Paleta, pelote de gomme        | Argentine- Aarón Sehter - Rodolfo Ibarra - Carlos Salvador            | Uruguay- González - Bell                     |        |
| Xare                           | Argentine- Roberto Elías - A. Labat                                   | Uruguay- José Pereira - Borghetti            |        |
| Fronton de 30 mètres           |                                                                       |                                              |        |
| Paleta, pelote de gomme        | Argentine- Aarón Sehter - Rodolfo Ibarra - Julio De la Mata           | Mexique- Jaime Becerril - M. Beltrán         |        |
| Frontenis, pelote de gomme     | Mexique- Garibay - Beceva                                             | Argentine- Aarón Sehter - Carlos Salvador    |        |
| Fronton de 36 mètres           |                                                                       |                                              |        |
| Pelote à main nue (individuel) | Espagne- Arriola IV                                                   | France- Raymond Mugica                       |        |
| Pelote à main nue (par équipe) | Espagne- Vergara I - Miguel Ángel Alegría                             | France- Pierre Etcheto - Raymond Mugica      |        |
| Paleta, pelote de cuir         | France- Pierre Bareits - Jean Clairacq                                | Espagne- Gurruchaga - Unanue                 |        |
| Grosse pala (Pala corta)       | Espagne- D. Llorca - Carlos Garralda                                  | France- Pierre Bareits - Jean Clairacq       |        |
| Frontenis, pelote de cuir      | Mexique- Salazar - Beltran                                            | Espagne- Ucin II - Vidal                     |        |
| Fronton de 54 mètres           |                                                                       |                                              |        |
| Cesta punta                    | Mexique- Adrián Zubikarai - José Hamui                                | Espagne- E. Mirapeix - J. M. Mirapeix        |        |

## Tableau des médailles
| Rang  | Nation    | Or | Argent | Bronze | Total |
| ----- | --------- | -- | ------ | ------ | ----- |
| 1     | Argentine | 4  | 1      | -      | 5     |
| 2     | Espagne   | 3  | 5      | -      | 8     |
| 3     | France    | 3  | 4      | -      | 7     |
| 4     | Mexique   | 3  | 1      | -      | 4     |
| 5     | Uruguay   | 0  | 2      | -      | 2     |
| Total | Total     | 13 | 13     | -      | 26    |